# Русаков Костянтин Вікторович
Костянтин Вікторович Русаков (31 грудня 1909, місто Торопець Псковської губернії, тепер Тверської області, Російська Федерація — 29 грудня 1993, місто Москва) — радянський державний діяч, секретар ЦК КПРС, дипломат, міністр рибної промисловості СРСР. Член Центральної Ревізійної Комісії КПРС у 1966—1971 роках. Член ЦК КПРС у 1971—1986 роках. Депутат Верховної Ради СРСР 7—11-го скликань. Герой Соціалістичної Праці (29.12.1979).

## Життєпис
Народився 18 (31) грудня 1909 року в селянській родині, батько працював поліцейським.
У 1930 році закінчив Ленінградський політехнічний інститут імені Калініна.
З 1930 по 1931 рік працював інженером-проектувальником Ленінградського відділення Держпроектбуду Народного комісаріату важкої промисловості СРСР. З жовтня 1931 по лютий 1933 року — інженер — завідувач будівельного відділу М'ясохолодбуду Наркомату харчової промисловості СРСР в Ленінграді.
З лютого 1933 по квітень 1934 року — головний інженер будівництва Ленінаканського м'ясокомбінату Вірменської РСР.
У квітні 1934 — лютому 1935 року — заступник головного інженера М'ясохолодбуду в Ленінграді.
З лютого 1935 по травень 1939 року — головний інженер і начальник будівництва м'ясокомбінату та комбікормового заводу в місті Іркутську. 
З травня 1939 року — начальник технічного відділу, з травня 1941 року — головний інженер Головриббуду Народного комісаріату рибної промисловості СРСР.
У вересні 1941 — травні 1944 року — головний інженер відділу капітального будівництва Народного комісаріату рибної промисловості СРСР.
Член ВКП(б) з 1943 року.
У травні 1944 — 1946 року — головний інженер Центрального управління будівництва Народного комісаріату рибної промисловості СРСР.
У 1946—1948 роках — заступник міністра рибної промисловості західних районів СРСР.
У грудні 1948 — лютому 1950 року — заступник міністра рибної промисловості СРСР.
6 лютого 1950 — 20 травня 1952 року — міністр рибної промисловості СРСР.
20 травня 1952 — 1953 року — заступник міністра рибної промисловості СРСР.
У 1953 році — 1-й заступник голови Технічної ради Міністерства легкої і харчової промисловості СРСР.
У 1953—1955 роках — завідувач відділу рибної промисловості Управління справами Ради Міністрів СРСР.
З квітня по червень 1955 року — помічник заступника Голови Ради міністрів СРСР.
У червні 1955 — липні 1956 року — заступник міністра рибної промисловості СРСР. У липні 1956 — 1957 року — 1-й заступник міністра рибної промисловості СРСР.
У 1958—1960 роках — радник Посольства СРСР у Польській Народній Республіці.
У 1960—1962 роках — на відповідальній роботі в апараті ЦК КПРС.
14 лютого 1962 — 21 листопада 1963 року — Надзвичайний і Повноважний Посол СРСР у Монгольській Народній Республіці.
У 1964 — жовтні 1965 року — інструктор, завідувач сектора, заступник завідувача відділу ЦК КПРС по зв'язках із комуністичними і робітничими партіями соціалістичних країн. У жовтні 1965 — березні 1968 року — 1-й заступник завідувача відділу ЦК КПРС по зв'язках із комуністичними і робітничими партіями соціалістичних країн.
У березні 1968 — 1972 року — завідувач відділу ЦК КПРС по зв'язках із комуністичними і робітничими партіями соціалістичних країн.
У 1972 — травні 1977 року — помічник Генерального секретаря ЦК КПРС Леоніда Брежнєва.
24 травня 1977 — 18 лютого 1986 року — секретар ЦК КПРС. Одночасно у травні 1977 — лютому 1986 року — завідувач відділу ЦК КПРС по зв'язках із комуністичними і робітничими партіями соціалістичних країн.
З лютого 1986 року — персональний пенсіонер союзного значення в Москві.
Помер у Москві 29 грудня 1993 року. Похований на Донському цвинтарі.

## Нагороди і звання
- Герой Соціалістичної Праці (29.12.1979)
- чотири ордени Леніна (31.12.1966, 31.12.1969, 29.12.1979, 29.12.1984)
- орден Вітчизняної війни І ст. (23.4.1985)
- два ордени «Знак Пошани» (23.08.1943, 11.01.1960)
- орден Георгі Димитрова (Болгарія) (30.10.1979)
- орден Переможного Лютого (Чехословаччина) (13.11.1979)
- медалі
- Надзвичайний і Повноважний Посол